# Cryptus inculcator
Cryptus inculcator är en stekelart som först beskrevs av Carl von Linné 1758.  Cryptus inculcator ingår i släktet Cryptus och familjen brokparasitsteklar. Arten är reproducerande i Sverige. Inga underarter finns listade i Catalogue of Life.